# Palmarès dell'Atalanta Bergamasca Calcio
Il palmarès dell'Atalanta Bergamasca Calcio, società calcistica italiana con sede a Bergamo, in ambito nazionale riporta trofei sia a livello professionistico sia giovanile.

## Prima squadra

### Competizioni ufficiali

#### Competizioni nazionali
- Coppa Italia: 1

1962-1963
- Serie B:   5

1939-1940, 1958-1959, 1983-1984, 2005-2006, 2010-2011
- Prima Divisione: 1

1927-1928

#### Competizioni internazionali

L'Atalanta semifinalista nella Coppa delle Coppe 1987-1988

- UEFA Europa League: 1

2023-2024

#### Competizioni interregionali
- Campionato italiano Serie C1: 1

1981-1982 (girone A)

### Competizioni amichevoli
- Trofeo Bortolotti: 17

1992, 1993, 1994, 1996, 2000, 2001, 2002, 2003, 2004, 2007, 2008, 2009, 2012, 2013, 2014, 2017, 2018

### Altri piazzamenti

#### Competizioni nazionali
- Serie A:

Terzo posto: 2018-2019, 2019-2020, 2020-2021, 2024-2025
- Coppa Italia:

Finalista: 1986-1987, 1995-1996, 2018-2019, 2020-2021, 2023-2024
Semifinalista: 1988-1989, 2017-2018
- Supercoppa italiana:

Semifinalista: 2024
- Serie B:

Secondo posto: 1936-1937, 1970-1971, 1976-1977, 1999-2000
Terzo posto: 1938-1939
- Prima Divisione:

Secondo posto: 1926-1927 (girone B)
- Seconda Divisione:

Vittoria girone senza promozione: 1922-1923 (girone B)
Terzo posto: 1925-1926 (girone A)

#### Competizioni internazionali
- Coppa delle Coppe:

Semifinalista: 1987-1988
- Supercoppa UEFA:

Finalista: 2024

#### Altre competizioni internazionali
- Coppa Mitropa:

Secondo posto: 1984-1985
Semifinalista: 1962
- Coppa delle Alpi:

Finalista: 1963
- Coppa dell'Amicizia:

Secondo posto: 1968

## Settore giovanile

### Competizioni ufficiali

#### Competizioni nazionali
- Campionato Primavera: 4

1992-1993, 1997-1998, 2018-2019, 2019-2020
- Campionato Ragazzi: 1

1947-1948
- Coppa Italia Primavera: 3

1999-2000, 2000-2001, 2002-2003
- Supercoppa Primavera: 2

2019, 2020
- Campionato Berretti: 3

2005-2006, 2009-2010, 2012-2013
- Campionato Allievi Nazionali: 4

1991-1992, 2001-2002, 2004-2005, 2015-2016
- Supercoppa Under-17: 1

2015-2016
- Campionato Nazionale Under-16: 1

2023-2024
- Campionato Giovanissimi Nazionali: 6

1994-1995, 2001-2002, 2003-2004, 2004-2005, 2007-2008, 2015-2016
- Campionato Nazionale Under-13: 1

2021-2022

#### Competizioni internazionali
- Torneo di Viareggio: 2

1969, 1993
- Blue Stars/FIFA Youth Cup: 1

1974
- Torneo Internazionale Under-19 Bellinzona: 1

1960

### Altre competizioni
- Trofeo Dossena: 6

1982, 1985, 1987, 1993, 1997, 1999
- Memorial Pietro Martinelli: 1

1989
- Coppa Gaetano Scirea: 3

1990, 1991, 1992
- Torneo Città di Arco: 6

2006, 2008, 2009, 2016, 2017, 2019
- Torneo di Cannes: 1

1952
- Torneo Internazionale Maggioni-Righi: 5

2007, 2014, 2017, 2018, 2022
- Torneo Internazionale Carlin's Boys: 5

1952, 1969, 1973, 1993, 1996
- Torneo Internazionale Città di Gradisca - Trofeo Nereo Rocco: 1

2016
- Gallini World Cup: 9

2019, 2022, 2023 (Under-16)
2002, 2003, 2007, 2016, 2020 (Under-15)
2020 (Under-13)
- Torneo Internazionale Calcio Giovanile Città di Abano Terme: 3

1997, 2000, 2004

## Premi
- Premi Lega Serie A:

Miglior terreno di gioco: 2022-2023